# Cimarron (album)
Cimarron is het negende studioalbum van Emmylou Harris dat, net als zijn voorganger, Evangeline, grotendeels bestond uit outtakes van andere opnamesessies die niet op een van Harris' andere albums pasten. Als gevolg daarvan klaagden critici destijds dat het album "hakkerig" was en geen overkoepelend geluid had. Desondanks deed het album het goed in de Amerikaanse countryhitlijsten en bevatte het drie top 10-singles: "Born to Run" (niet te verwarren met het Bruce Springsteen nummer met dezelfde naam, hoewel er ook een ander nummer van Springsteen op staat, "The Price You Pay,"), "If I Needed You" (een duet met Don Williams) en "Tennessee Rose."
Het werd in 1982 genomineerd voor een Grammy voor Best Country Vocal Performance, Female. In 2000 bracht Eminent Records Cimarron uit op cd (het was sinds eind jaren 1980 niet meer verkrijgbaar), met nieuwe hoesnotities en een bonustrack, "Colors of Your Heart".